# Begonia stigmosa
Espèce
Synonymes
- Begonia mexiae Standl.[2]

Begonia stigmosa est une espèce de plantes de la famille des Begoniaceae. Ce bégonia est originaire du Mexique. L'espèce fait partie de la section Gireoudia. Elle a été décrite en 1845 par John Lindley (1799-1865). L'épithète spécifique stigmosa signifie « à feuille pointillées ».

## Répartition géographique
Cette espèce est originaire du pays suivant : Mexique.